# C. Thyagaraja Chettiar
C. Thyagaraja Chettiar (Chidambaram Thyagaraja Chettiar, Tamil: சி. தியாகராச செட்டியார் Ci. Tiyākarāca Ceṭṭiyār [ˈt̪ijaːɡəˌraːdʒə ˈtʃeʈːijaːr]; geb. 1826 in Puvalur; gest. 1888)  war ein tamilischer Gelehrter.
Thyagaraja Chettiar wurde im Jahr 1826 in der Kleinstadt Puvalur im Distrikt Tiruchirappalli des heutigen Bundesstaates Tamil Nadu im Süden Indiens geboren. Er stammte aus einer wohlhabenden Familie von shivaitischen Hindus aus der Händlerkaste der Chettiar. Als Knabe erhielt Thyagaraja Chettiar eine traditionelle Ausbildung in tamilischer Literatur bei verschiedenen Lehrern in der Gegend seines Heimatortes Puvalur. 1840 schloss er sich dem Dichtergelehrten T. Meenakshisundaram Pillai in Tiruchirappalli an und wurde bald zu dessen wichtigstem Schüler. Thyagaraja Chettiar machte sich bald selbst einen Namen als Gelehrter und wurde einem Spezialisten für die grammatikalische Literatur, insbesondere das Nannul. In dem traditionellen tamilischen System waren Schriftgelehrte stets auch gleichzeitig selbst Dichter. Auch Thyagaraja Chettiar verfasste einige poetische Werke im Prabandham-Genre. Im Jahr 1865 erhielt Thyagaraja Chettiar einen Posten als Tamil-Dozent am staatlichen College der Stadt Kumbakonam. Nach seiner Pensionierung im Jahr 1880 kehrte er in die Gegend von Tiruchirappalli zurück. Er verstarb im Jahr 1888.
Als Thyagaraja Chettiars Nachfolger am College von Kumbakonam wurde auf sein Betrieben hin U. V. Swaminatha Iyer, ein jüngerer Schüler Meenakshisundaram Pillais, bestimmt. Swaminatha Iyer, der später durch seine Rolle bei der Wiederentdeckung der alttamilischen Sangam-Literatur berühmt wurde, blieb Thyagaraja Chettiar deshalb zeit seines Lebens verbunden. Zu seinen Ehren benannte Swaminatha Iyer das Haus in Madras (Chennai), in dem er von 1904 bis zu seinem Tod im Jahr 1942 lebte, Thyagaraja Vilas. Swaminatha Iyer veröffentlichte auch eine Biografie Thyagaraja Chettiars (1942 veröffentlicht) sowie gedruckte Textausgaben von mehreren seiner dichterischen Werke.